# Ballata del marinaio
Ballata del marinaio è una canzone antimilitarista scritta da Luigi Tenco per il programma televisivo della RAI La comare. Il brano, con l'arrangiamento di Ezio Leoni, fu poi inserito nel 1972 nella raccolta postuma Luigi Tenco canta Tenco, De André, Jannacci, Bob Dylan, Mogol.

## La canzone
La composizione consiste in 3 strofe di otto versi senza rima.
Luigi Tenco aveva inciso numerose canzoni con tematiche relative alla guerra: La ballata dell'eroe di Fabrizio De André, E se ci diranno, Padroni della terra (una sua versione del Il disertore di Boris Vian), Io vorrei essere là, Li vidi tornare.  In alcune di queste canzoni vi sono solo dei rimandi alla guerra, in altre riferimenti precisi e argomenti ben articolati e compiuti. Ma nella Ballata del marinaio c'è un'analisi profonda dei motivi che portano alla guerra e viene messa in luce la truffa che subiscono i soldati che vanno a combatterla.
«Il marinaio in mezzo al mare con una barca ed un cannone» è un singolo individuo che porta con sé «il ritratto di una donna con qualche lettera, con i suoi sogni». Il suo compito è distruggere il nemico, quest'ultimo gli è stato dipinto come una persona senza cuore. Il suo nemico va a fondo, però è rimasto qualcosa sulle onde. Il marinaio va a vedere e trova «il ritratto di una donna e qualche lettera, sogni di un uomo andato a fondo».